# C/1946 K1 Pajdusakova-Rotbart-Weber
C/1946 K1 (Pajdusakova-Rotbart-Weber) è una cometa non periodica scoperta dall'astronoma slovacca Ľudmila Pajdušáková e dagli astrofili David Rotbart, statunitense, e Anton Weber, tedesco.
Al momento della scoperta la cometa era visibile ad occhio nudo come una debole nebulosità, il 2 giugno 1946 la cometa era di 7a con un nucleo di circa 10a.
La cometa ha una MOID pari a 0,002 UA, o 300.000 km: questa distanza, se la cometa fosse in realtà una periodica a lunghissimo periodo, cosa possibile visto il corto arco osservativo, potrebbe dare origine a uno sciame meteorico con radiante in 02 H 07 M 30 S, + 7° 20', situato tra le costellazioni della Balena (Cetus) e quella dei Pesci, con un picco attorno al 25 luglio e meteore con una velocità geocentrica di 58,6 km/s.